# 华水苏
华水苏（学名：Stachys chinensis）为唇形科水苏属下的一个种。

## 扩展阅读
- 維基物種上的相關：华水苏